# Војна управа у Србији (1941—1944)
Подручје Војног заповједника у Србији (њем. Gebiet des Militärbefehlshabers in Serbien) било је подручје Краљевине Југославије које је стављено под окупациону војну управу Вермахта након инвазије, окупације и подјеле Југославије у априлу 1941. године. Подручје је укључивало данашњу средишњу Србију, са додатком сјеверног дијела Косова (околина Косовске Митровице) и Баната. Ово подручје је била једина област подијељене Југославије у којој су њемачки окупатори успоставили војну управу. Разлог су били кључни жељезнички и пловни путеви који су пролазили кроз то подручје, као и вриједни ресурси, нарочито нежељезни метали. Дана 22. априла 1941. године, подручје је стављена под врховну власт њемачког војног заповједника у Србији, са свакодневном администрацијом подручја под контролом шефа особља војне администрације. Линије команданта и контроле на окупираном подручју никада нису сједињене и постале су све сложеније именовањем непосредних представника виших нацистичких фигура, као што су СС-рајхсфирер Хајнрих Химлер (за питања полиције и безбједности), рајхсмаршал Херман Геринг (за привреду) и рајхсминистар Јоахим фон Рибентроп (за спољња питања). Нијемци су користили бугарске снаге као помоћ у окупацији, али они су цијело вријеме биле под њемачком командом. Извори различито описују окупирано подручје као марионетску државу, протекторат, „посебну административну покрајину” или је описују као марионетску владу. Војни командант у Србији имао је врло ограничене њемачке гарнизонске снаге и полицијске одреде за одржавање реда, али је могао затражити помоћ од корпуса сачињеног од три дивизије слабо опремљених окупационих снага.
Њемачки војни командант у Србији именовао је двије српске марионетске владе које су извршавале административне задатке у складу са њемачким смјерницама и под њемачким надзором. Прва од њих била је краткотрајна Комесарска управа, успостављена 30. маја 1941. Комесарна влада била је основни алата окупационог режима, без икаквих овлашћења. Крајем јула 1941, на окупираном подручју избио је устанак, кога нису успјеле угушити српска жандармерија, њемачка полиција и сигурносне снаге, ни оближње пјешадијске снаге. Како би помогла при сузбијању устанка, кога су на почетку водили југословенске комунистички партизани и монархистички четници, основана је друга марионетска влада. Влада народног спаса на челу са Миланом Недићем замијенила је Комесарску владу 29. августа 1941. То није довело до промјене стање, те су Нијемци били присиљени да доведу снаге са линије фронта у Француској, Грчкој и чак са Источног фронта како би угушили устанак. Почевши крајем септембра 1941. године, операција Ужице протјерала је партизане са подручје окупиране Србије, док је операција Михаиловић расула четнике. Отпор је настављен на нижем нивоу све до 1944, праћен честим одмаздама, а једно вријеме је у знак одмазде убијано 100 талаца за сваког убијеног Нијемца.
Недићев режим није имао одређен статус према међународном праву, није имао овлашћења изван оних које су одредили Нијемци и био је само инструмент њемачке власти. Једина област у којој је марионетска влада имала иницијативу и стекла успјех била је пријем и брига о стотину хиљада српских избјеглица из свих дијелова окупиране Југославије. Током окупације, Банат је био аутономна област, који је формално одговара марионетској влади у Београду, али су облашћу у пракси управљали фолксдојчери. Иако је Комесарска управа имала ограничену употребу жандармерије, Недићева влада имала је овлашћење да оснује оружане снаге — Српска државна стража — како би наметнула ред, али су снаге одмах стављене под контролу вишег СС и полицајфирера, и у суштини су дјеловали као њемачке помоћне снаге до њемачког повлачења у октобру 1944. године. Нијемци су такође основали још неколико помоћних снага за разне намјене унутар окупираног подручја. Да би обезбједили рудник Трепчу и жељезницу Београд—Скопље, Нијемци су склопили договор са албанским колаборационистима на сјеверу Косова, чиме је то подручје добило ефективну аутономију од марионетске владе у Београду, која је касније постала формална њемачким договором. Влада народног спаса је опстала све до њемачког повлачења током сукоба са комбинованом Црвеном армијом, Бугарском народном армијом и партизанском Београдском офанзивом. Током окупације, њемачке власти су побиле скоро све Јевреје који су живјели на окупираном подручју, убијањем мушкараца у знак одмазде спровођене 1941. године и убијањем жена и дјеце у душегупкама почетком 1942. године. Након рата, вођено је суђење појединим кључним њемачким и српским вођама у окупираном подручју и они су погубљени због ратних злочина.
21. октобра, на годишњицу масакра у Крагујевцу, Србија обележава се празник Дан сећања на српске жртве у Другом светском рату. У периоду од 1945. до 2001. године се 7. јула славио Дан устанка народа Србије.

## Називи
Док је званично име било Подручје Војног заповједника у Србији, у различитим изворима кориштени су разни термини:
- Подручје под њемачком контролом;[1]
- Тзв. њемачки протекторат;[2]
- посебно „њемачко заштићено подручје”;[3]
- Србија под њемачком окупацијом;[4]
- Недићева Србија;[5]
- Србија;[6]
- Србија—Банат;[7]
- Србија под њемачком војном управом.[8]

## Историја

### 1941.

#### Инвазија и подјела Југославије
У априлу 1941. године, Њемачка и њене савезнице су напале и окупирале Краљевину Југославију, која је касније подијељена. Дијелове Југославије анектирали су њени осовински суседи: Мађарска, Бугарска и Италија. Нијемци су осмислили и подржали оснивање марионетске државе, Независне Државе Хрватске (НДХ), која је укључивала већи дио територије предратне Бановине Хрватске, уз додатак подручја данашње Босне и Херцеговине и неких сусједних територија. Италијани, Бугари и Мађари су окупирали остале дијелове Југославије. Њемачка није анектирала ниједан дио Југославија, али је окупирала сјеверне дијелове данашње Републике Словеније и стационирала је своје војне снаге у сјеверној половини НДХ. Словенија под њемачком окупацијом била је подијељена на двије административне области, које су стављене под управу гаулајтера сусједних Рајхсгау Карнтена и Рајхсгау Штајермарка.
Преостала територија, које се састојала од уже Србије, сјеверног дијела Косова (околина Косовске Митровице) и Банат биле су под њемачко окупацијом и стављене под управу њемачке војне власти. Разлог су били кључни жељезнички и пловни путеви који су пролазили кроз то подручје и богатство природним ресурсима, посебно нежељезним металима. Неки извори наводе да је окупирано подручје била марионетске држава или „посебна административна покрајина”, док је други извори сматрају марионетском владом. Демаркациона линија, позната као „Бечка линија”, пролазила је кроз Југославију од границе Рајха на западу до тачке гдје се граница Србије под њемачком окупацијом додиривала са границама Југославије које су анектирале Бугарска и Албанија. Сјеверно од линије била је њемачка зона утицаја, док су Италија имали главну улогу на простору јужно од линије.

#### Успостављање војне окупационе власти
Још прије капитулације Југославије, Врховна команда копнене војске Вермахта (ВККВ) издала је проглас становништву под њемачком окупацијом, објашњавајући законе који ће се примењивати на свим територијама под њемачком окупацијом. Када су се Нијемци повукли са простора Југославије који су анектирали или окупирали њемачки савезници, ти закони су се примјењивали само у дијелу данашње Словеније која нашла под управом два Рајхсгауа и у Србији. Србија је била „потпуно окупирана од стране њемачких снага и стављена под војну власт”. Тачне границе окупираног подручја одредио је Адолф Хитлер директивом коју је издао 12. априла 1941. године, којом је такође наређено увођење војне управе. Након ове, 20. априла је издата директива по наређењу заповједника ВККВ којом је је Војни заповједник у Србији успостављен као шеф окупационог режима, одговоран генерал-квартимејстеру ВККВ. У међувремену особље за војну управу је окупљено у Њемачкој и дужности Војног заповједника у Србији су разрађиване. То је укључивало заштиту жељезничке пруге Београд—Солун и пловног пута Дунавом, извршавање привредних наредби (које нареди Геринг) и успостављање и одржавање реда и мира. Недуго, он је био одговоран за чување великог броја југословенских заробљеника и обезбјеђивање заробљеног оружја и муниције.
Да би се то постигло, особље Војног заповједника подијељено је по војним и административним огранцима, а додјељено је и особље за оснивање четири обласне команде и десет окружних команди, које је одговарало шефу административног особља, а војном особљу додјељене су снаге јачине од четири мјесне одбрамбена батаљона широм обласних команди. Први војни заповједник на окупираном подручју био је генерал авијације Хелмут Ферстер, официр Луфтвафеа, постављен 20. априла 1941. године, а асистирао му је шеф административног особља, СС-бригадефирер и државни савјетник, др Харалд Турнер. Поред војног командног особља, у Београду је било још неколико важних личности које су представљале кључно невојне снаге њемачке власти. Међу истакнутијим био је обергрупенфирер-НСАК, Франц Нојхаузен, кога је на почетку именовао Геринг на дужност пуномоћника за привредне послове на окупираном подручју 17. априла. Други је био Феликс Бенцлер, изасланик министарства спољних послова, кога је поставио рајхсминистар Јоахим фон Рибентроп 3. маја. Још једна кључна фигура у почетној њемачкој администрацији био је СС-штандерфирер Вилхелм Фукс, који је командовао Ајнзацгрупом Србија, која се састојала од Зихерхајтсдинста (безбједносна служба), Зихерхајтсполицаја (безбједносна полиција), 64. резервног полицијског батаљона и одреда Гестапоа. Иако је формално био одговоран Турнеру, Фукс подносио извјештаје непосредно својим надређеним у Берлину. У прогласу из априла заповједник ВККВ је наредио строге казне за дјела насиља и саботаже, предају свог оружја и радио пријемника, ограничења у комуникацији, састанцима и протестима, прихватање њемачке валуте, као и увођење њемачког кривичног закона на окупираном подручју.
Као показатељ ствари које ће се десити, дан послије капитулације Југославије, 2. СС оклопна дивизија Рајх стрељала је 36 Срба у знак одмазде због убиства једног припаднике те јединице. Три дана касније, село Доњи Добрић источно од Дрине је сравњено са земљом због убиства њемачког официра. Убиства њемачких снага након капитулације изазвала су снажну реакцију команданта 2. армије, генералоберста Максимилијана фон Вајхса, који је наредио кад год се примјети оружана група, мушкарци борбеног узраста из тог подручја треба окружити и побити и да се њихова тијела објесе у јавности, осим ако су могли доказати да нису имали везе са оружаног групом. Он је такође руководио узимањем талаца. Дана 19. маја, издао је кобни декрет, којим се наређује од тог тренутка убијање 100 Срба за сваког њемачког војника који је убијен у било ком српском нападу. Готово чим је успијех инвазије осигуран, сви њемачки корпуси и дивизије који су били распоређени на фронтовима у Југославији премјештени су на Источни фронт.

#### Припреме Комунистичке партије
Дана 10. априла, Централни комитет Комунистичке партије Југославије (КПЈ) именовао је војну комисију на челу са генералним секретаром Јосипом Брозом Титом. Од априла, КПЈ је развила тајну мрежу широм земље, укључујући и војне одборе који су се чекали прилику за покретање устанка. У мају, КПЈ је изашла са својим политико „јединства и братства међу свим народима Југославије и неуморне борбе против страних непријатеља и њихових домаћих помагача, као питање крајњег опстанка”. Војни комитет је 4. јуна је добио назив Штаб Народноослободилачких партизанских одреда Србије

#### Ране активности Драгољуба Михаиловића
Крајем априла, пуковник Југословенске војске Драгољуб Михаиловић и група од око 80 војника, који нису послушали наређење да се предају, прешли су ријеку Дрину и ушли на окупирано подручје, марширајући од Добоја, на сјеверу Босне, који се у том тренутку налазио у саставу НДХ. Док су пролазили у близини Ужица 6. маја, мала група се нашла у окружењу и готово су је уништиле њемачке снаге. Првобитна његова група се дијелила и када су стигли до изоловане планинске висоравни Равне горе, његова група се смањила на 34 официра и војника. Успостављањем везе са мјесним становништвом, као и толеранцијом жандармерије у тој области, Михаиловић је створио релативно сигурно подручје у којем је могао размотрити своје будуће акције. Убрзо по доласку на Равну гору, Михаиловићеве снаге су узеле назив Четнички одреди Југословенске војске. Крајем маја, Михаиловић је усвојио дугорочну стратегију која је за циљ имала стицање контроле над што више оружаних група широм Југославије, како би били у позицији да преузму власт када Нијемци буду поражени или крену да се повлаче.

#### Увођење Комесарске управе
Хитлер је накратко разматрао могућност брисања сваког знака постојања српске државе, али је брзо одустао од ове идеје и почео да тражи погодног Србина који би предводио колаборационистички режим. Након узимања у обзир бившег југословенског премијера Драгише Цветковића, бившег министра спољних послова Александра Цинцар-Марковића, бившег министра унутрашњих послова Милана Аћимовића, председника фашистичке Здружене борбене организације рада (ЗБОР) Димитрија Љотића и шефа београдске полиције Драгог Јовановића, Ферстер се одлучио за Аћимовића, који је оформио своју Комесарску управу 30. маја 1941, сачињену од десет комесара. За Љотића се није одлучио, јер је вјеровали да има „сумњиву репутацију међу Србима”. Аћимовић је био изразити антикомуниста и био је у контакту са њемачком полицијом и прије рата. Преосталих девет комесара били су: Стеван Иванић, Момчило Јанковић, Ристо Јојић, Станислав Јосифовић, Лазо М. Костић, Душан Летица, Душан Пантић, Јеврем Протић и Милосав Васиљевић. Сваки комесар је био задужен за одређено министарство, које је наслеђено од предратне југословенске владе, осим министарства војске и морнарице које је укинуто. Неколико комесара је имало министарске дужности у предратној југословенској влади, а Иванић и Васиљевић су били блиски Збору. Комесарска управа била је српска администрације лошег квалитета, под контролом Турнера и Нојхаузена била је само инструмент окупационог режима, који није имао никакву стварну моћ. Ускоро након формирања Аћимовићеве администрације, Михаиловић је послао нижег официра у Београд како би обавијестио Љотића о свом напретку и како би пружио увјерења да нема планове о нападу на Нијемце.
Један од првих задатака био је извршење Турнеровог наређења о регистровању свих Јевреја и Рома у Србији и увођења строгих ограничења на њихове активности. Спровођење ових наређења је надгледала њемачка војна управа, а Аћимовић и комесар унутрашњих послова били су задужени за њихово извршавање. Основно средство за извршење тих задатака била је српска жандармерија, која је била заснована на елементима бивших југословенских жандармеријских јединица које су се преостале, тачније Дрински и Дунавски пук жандармерије. Командант жандармерије био је пуковник Јован Тришић.
Током маја 1941, Ферстер је издао бројна наређења, међу којима су захтјев да се региструју све штампарске машине, ограничења слободе штампе, рада позоришта и других забавних мјеста и наставак привредне производње. Такође је распустио Народну банку Краљевине Југославије и замијенио ју је Српском народном банком. Средином маја, Аћимовићева администрација је издала декларацију према којој српски народ жели „искрену и вјерну сарадњу са њиховим великим сусједом, њемачким народом”. Већина мјесних чиновника у окрузима и срезовима остала је на својим дужностима, а њемачка војна управа је поставила своје људе да надзиру рад мјесних власти.
Ферстер је касније прекомандован на дужност команданта 1. ваздушног корпуса, а 2. јуна га је наследио генерал противавионске артиљерије Лудвиг фон Шредер, још један официр Луфтвафеа. Дана 9. јуна, командант 12. њемачке армије, генерал-фелдмаршал Вилхелм Лист, именован је за главног заповједника Вермахта у југоисточној Европи. Три територијална команданта су подносила извјештаје непосредно њему; Шредер, војни командант у Солунско-егејској области и војни командант у јужној Грчкој. Након повлачења свих јединица са линија фронта у Југославији, једине јединице које су преостале под командом Листовог штаба у Солуну биле су: штабови 18. армијског корпуса генерала брдске-пјешадије Франца Бехмеа, 5. брдске дивизије на Криту, 6. брдске дивизије у Атини и 16. пјешадијске дивизије и 125. пјешадијског пука у Солуну и Егејским острвима.

#### Првобитне окупационе снаге

##### Војни заповједник у Србији
Из свог штаба у Београду, Шредер је непосредно контролисао четири слабо опремљена мјесна одбрамбена батаљона, које су чинили мушкарци старије доби. Крајем јуна, били су распоређени на сљедећи начин:
- 266. ландезшутцен батаљон, штаб у Ужицу на западу
- 562. ландезшутцен батаљон, штаб у Београду
- 592. ландезшутцен батаљон, штаб у Панчеву у јужном Банату
- 920. ландезшутцен батаљон, штаб у Нишу на југу

Ове окупационе снаге су допуњене другим оружаним елементима, као што је 64. резервни полицијски батаљон Орднунгсполицаја, инжењерски пук који се састојао од пионирских батаљона, премошћавајући стуб и грађевински батаљон и неколико војних полицијских јединица, које су се састојале од фелджандармерских чета, група Гехајме фелдполицаја и јединице за обраду ратних заробљеника. Окупационе снаге су такође имале подршку војних болница и амбуланти, ветеринарских болница и амбуланти, општи транспортни мост и логистичке јединице.
Начелник војног административног особља био је задужен за попуњавање четири обласне команде и девет окружних команди. Крајем јуна 1941. године, команде су биле сљедеће:
Обласне команде
- Обласна команда бр. 599 Београд
- Обласна команда бр. 610 Панчево
- Обласна команда бр. 809 Ниш
- Обласна команда бр. 816 Ужице

Окружне команде
- Окружна команда бр. 823 Велики Бечкерек
- Окружна команда бр. 832 Краљево
- Окружна команда бр. 833 Крушевац
- Окружна команда бр. 834 Београд
- Окружна команда бр. 838 Земун
- Окружна команда бр. 847 Шабац
- Окружна команда бр. 857 Зајечар
- Окружна команда бр. 861 Косовска Митровица
- Окружна команда бр. 867 Лесковац

##### 65. армијски корпус (специјалне намјене)
Осим окупационих снага којим је непосредно командовао Шредер, у јуну 1941. Вермахт је у Београду распоредио 65. армијски корпус (специјалне намјене) који би командовао са четири слабо опремљене дивизије, под заповједништвом генерала артиљерије Паула Бадера. 704. пешадијска дивизија, 714. пјешадијска дивизија и 717. пјешадијска дивизија биле су размештене на окупираном подручју, а 718. пјешадијска дивизија била је размјештена у оближњим дијеловима НДХ.
Три окупационе дивизије су регрутоване током прољећа 1941. године, током 15. таласа регрутације Вермахта. 704. дивизија је регрутована у војном округу Дрезден, 714. у Кенигсбергу и 717. у Салцбургу. Дивизије регрутове током 15. таласа биле су сачињене од два пјешадијска пука, једног мање од фронтовских дивизија, док се сваки пук састојао од три батаљона, а батаљон од четири чете. Свака чета је била опремљена са само једним лаким мерзером, умјесто уобичајених три. Пратеће наоружање ових дивизија, као што су инжењерски и сигнални елементи, било је довољно за јединицу величине чете, али не за јединице величине батаљона као у фронтовским дивизијама. Пратећи елементи ових дивизија нису укључивали средње мерзере, средње митраљезе или противтенковске и пјешадијске топове. Чак је и артиљерија дивизија била ограничена на батаљон од три батерије која су чинили четири топа, умјесто пуног пука, а дивизије су биле слабије опремљене по свим аспектима моторизованог превоза, укључујући и резервне гуме.
Дивизије 15. регрутационог таласа обично су биле опремљене заробљеним моторним возилима и оружјем, а формиране су од резервиста, обично старијих мушкараца који нису били погодни за линију фронта, а чија је обука била непотпуна. Команданти батаљона и чета углавном су били ветерани Првог свјетског рата, док су команданти вода обично били између 27 и 37 година старости. Регрутовани војници били су рођени између 1907. и 1913. године, што значи да су имали између од 28 до 34 године. Ове три дивизије биле су пребачене на окупирано подручје између 7. и 24. маја и њихов почетни задатак био је заштита кључне жељезничке линије између Бугарске и Грчке.
Крајем јуна, Бадеров штаб је успостављен у Београду, а три дивизије на окупираном подручју биле су распоређене на сљедећи начин:
- 704. пјешадијска дивизија, командант генерал-мајор Хајнрих Боровски, штаб у Ваљеву на западу;
- 714. пјешадијска дивизија, командант генерал-мајор Фридрих Штал, штаб у Тополи у средишту окупираног подручја;
- 717. пјешадијска дивизија, командант генерал-мајор Паул Хофман, штаб у Нишу на југу.

Статус Бадерове команде био је такав да је војни заповједник у Србији могао наредити Бадеру да изврши операције против устаника, али иначе није могао да дјелује као Бадеров надређени. Бадерова команда је укључивала и 12. оклопну чету (посебне намјене), која је првобитно била опремљена са 30 заробљених југословенских танкета Рено FT-17 и моторизованим сигналним батаљоном. Четири ландезшуцен батаљона била су далеко од броја потребног за стражарске задатке на окупираном подручју, а задаци су укључивали чување: мостова, фабрика, рудника, складишта заробљеног оружја и пловности на Дунаву. Због тога су батаљони окупационих дивизија добили многе од ових задатака, а у неким случајевима су били стационирани 120 км једни од других, међусобно повезани лошим путевима и ометени недостатком транспорта.

### Проблеми Аћимовићеве владе
Иако су комесари имали искуства у областима које су им додјељене, као и искуства у политици и јавној администрацији, Аћимовићева влада је била у изузетно тешком положају јер није имала никакву назнаку стварне власти. Три главна задатка Аћимовићеве владе су била да осигура помирење становништва са њемачком окупацијом, да помогне у обнављању државних служби и да идентификује и уклони непожељне из државне службе. Избјеглице које су бјежале од прогона у НДХ, као и подручја које анектирала Бугарска, Албанија и Мађарска, масовно су стизале на подручје окупиране Србије.
Крајем јуна 1941. Аћимовићева влада је издала проглас у вези управе у Банату, која је успостављена као аутономна област у саставу Србије, са посебном цивилном управом под контролом локалних фолксдојчера на челу са Јозефом Јанком. Иако је Банат званично био у надлежности Аћимовићеве владе, у пракси је био суштински самосталан у односу на Београд. У војном смислу, Банат је, као и остатак Србије, био под контролом Војне управе у Србији, преко обласне војне команде у Панчеву.

### Почетак устанка
Почетком јула 1941. године, недуго након покретања операције Барбароса против Совјетског Савеза, почео је оружани устанак против Нијемаца и Аћимовићеве владе. Био је то одговор на молбе Јосифа Стаљина и Коминтерне да комунистичке организације у окупираној Европи одвуку њемачке снаге са Источног фронта, након чега је услиједио састанак ЦК КПЈ у Београду 4. јула. На том састанку је одлучено да се подигне општи устанак, формирају партизански одреди и започне оружани отпор и да се народ позове на оружани отпор окупатору широм Југославије. Ови догађаји су се поклопили са одласком посљедњих њемачких инвазионих снага које су остале да нагледају прелазак на окупацију. Од појављивања постера и памфлета који су позивали становништво на вршење саботажа, брзо су се окренули покушају и стварном саботирању њемачких пропагандних објеката и жељезничких и телефонских линија. Први оружани сукоб десио се у селу Бела Црква 7. јула, када су жандари покушали прекинути говор комуниста, након чега су два српска жандара убијена. На крају прве седмице у јулу, Лист је захтјевао да Луфтвафе на окупирано подручје пребаци школу за обуку, пошто оперативне јединице нису биле доступне. Недуго затим, жандармеријске станице и патроле су нападнуте, а пуцано је на њемачка возила. Прва оружана група се појавила у Аранђеловачком срезу, сјеверозападно од Тополе.
Дана 10. јула, Аћимовићева влада је реорганизована, Ранисав Аврамовић је замијенио Костића на дужности комесара за саобраћај, Будимир Цвијановић је замијенио Протића на дужности комесара комесара за исхрану, док је Велибор Јонић преузео дужност комесара за образовање од Јојића.
Средином јула, пуковник Драгољуб Михаиловић је послао поручника Нешка Недића на састанак са представницима Аћимовићеве владе како би их увјерио да његове снаге немају никакве везе са „комунистичким терором”. Нијемци су предлагали Аћимовићу да направи споразум са пуковником Михаиловићем, али је Михаиловић то одбио. Ипак, ни Нијемци ни Аћимовић нису предузели ефикасне акције против Михаиловића, ни против партизана током љета. Дана 17. јула, особље Ајзацгрупе Србије распоређено је међу четири обласне команде као „савјетници за безбједност”. Сљедећег дана, генерал-мајор Адалберт Лончар, командант 724. пјешадијског пука 704. пјешадијске дивизије путовао је из Ваљева када је на његово ауто запуцано у близини села Разна, при чему је рањен један његов сапутник. Као одговор на то, окружна команда је погубила 52 Јевреја, комуниста и других, уз помоћ српске жандармерије и Ајзацгрупе Србије. Такође у јулу, њемачка војна управа је наредила представницима јеврејске заједнице да сваке недјеље предају 40 талаца који би били стрељани као одмазда за нападе на припаднике Вермахта и њемачке полиције. Када су стрељања талаца обзнањена, говорило се да се не ради о репресалијама, већ о стрељању „комуниста и Јевреја”.
Крајем јула, Шредер је преминуо након што је повређен у авионској несрећи. Када је нови њемачки војни заповједник у Србији, Луфтвафеов генерал авијације Хајнрих Данкелман, није могао да скупи довољно њемачких војника и полицајаца да угуши устанак, морао је да размотри сваку другу могућност. Пошто је Данкелману наређено да користи доступне снаге најбезобзирније могуће, Турнер је предложио Данкелману да ојача Аћимовићеву владу тако да она може сама да угуши устанак. Нијемци су сматрали Аћимовићеву владу неспособном и већ половином јула су почели да размишљају о смјењивању Аћимовића. Дана 29. јула, у одмазди за подметање палежи на њемачко возилу у Београду од стране јеврејског шеснаестогодишњег дјечака, Ајнзацгрупа Србије погубила је 100 Јевреја и 22 комуниста. У августу, приближно 100.000 Срба је избјегло из НДХ на подручје окупиране Србије, бјежећи од усташког прогона. Придружило им се још 17.000 избјеглица са подручја које је анектирала Мађарска и 20.000 са подручја које је анектирала Бугарска. Крајем јула, два батаљона 721. пука 704. пјешадијске дивизије послата су у Банат како би угушили устанак, током којег је уништен велики магацин пшенице у Бечкеречком срезу. Интервенције је била неуспјешна, с обзиром да је окупационим дивизијама недостајала мобилност и обука за гушење побуне.
Дана 4. августа, Денкелман је захтијева од ВКВ да ојача његову администрацију са два додатна полицијска батаљона и још 200 припадника ЗД. Захтјев је одбијен због потреба на Источном фронту, али прије него што је добио одговор, он је затражио додатне батаљоне ландезшутцена, а од Листа је затражио додатне дивизије. Лист је подржао његове захтијеве за још батаљона ландезшутцена, тако да је 9. августа ВККВ одобрио двије додатне чете за 562. ландезшутцен батаљон са сједиштем у Београду. Дана 11. августа, у немогућности да нађе појачање на другом мјесту, Данкелман је наредио Бадеру да угуши устанак, а Бадер је два дана касније издао наређење за почетак акције.

### Апел српском народу
Као одговор на устанак, Аћимовићева влада је подстакла 545 или 546 познатих и утицајних Срба да потпишу „Апел српском народу”, који је објављен 13. и 14. августа у београдским дневним новинама Ново време, одобреним од стране њемачких окупационих власти. Међу потписницима била су и три епископа Српске православне цркве, четворица протојереја и најмање 81 професор Универзитета у Београду, иако према историчару Стевану К. Павловићу, многи од потписника су били принуђени да потпишу. „Апел” је позивао српско становништво да пружи подршку властима на сваки начин у борби против комунистичких устаника, да буде лојално Нијемцима и осудио је партизански покрет као непатриотски. Адвокатска комора Србије је једногласно подржала „Апел”. Аћимовић је наредио да се супруге комуниста и њихови синови старији од 16 година ухапсе и држе као таоци, док су Нијемци спаљивали њихове куће и уводили полицијски час.

### Јачање устанка
Дана 13. августа, Бадер је одбио Данкелманов захтјев да се Комесарској управи дозволи контрола над српском жандармеријом и наредио је да жандармерија буде реорганизована у јединице од 50 до 100 људи под непосредном командом мјесних Нијемаца. Такође је наредио тројици дивизионих команданата да формирају своје батаљоне од јагдкомандоса, лако наоружаних и мобилних „ловачких тимова”, које су укључивале елементе Ајзанцгрупе Србије и жандармерије. Сљедећег дана, Комесарска управа апеловала је на устанике да се врате својим кућама и расписала је награде за убиства устаника и њихових вођа.
Аћимовићева администрација је претрпјела 246 напада између 1. јула и 15. августа, при чему је убијено 82 устаника због губитка 26 људи. Нијемци су почели да убијају таоце и спаљују села као одговор за нападе. Дана 17. августа, чета 724. пука 704. пјешадијске дивизије убила је 15 комуниста у борби код Ужица, а затим је убила још 23 због сумње да су кријумчарили намирнице интернираним комунистима. Тијела 19 погубљених објешена су на жељезничкој станици у Ужицу. Крајем августа, 433. пјешадијском пуку 164. пјешадијске дивизије са сједиште у Солуну наређено је да издвоји батаљон који би се нашао под Бадеровој команди. Током августа, извршена су 242 напада на Аћимовићеву администрацију и жандармерију, као и на пруге, телефонске линије, руднике и фабрике. Најтеже је била погођена жељезничка линија Београд—Ужице—Ћуприја—Параћин—Зајечар. Показатељ брзе ескалације устанка био је да се за само 10 дана десило 135 напада. Саме њемачке снаге имале су губитке од 22 убијена и 17 рањених. На крају мјесеца, број Јевреја и комуниста који су убијени или стрељани достигао је 1.000. Број партизана на окупираном подручју нарастао је на око 14.000 у августу.
Да би ојачао марионетску владу, Данкелман је морао да нађе Србина који је био и познат и поштован међу становништвом, а који би био способан да оснује ефикасне српске оружане одреде и да их немилосрдно искористи против устаника, а да истовремено остане под немачком контролом. Ово је крајем августа довело до оставке Аћимовићеве владе крајем августа 1941. године.

### Стварање Владе народног спаса
Као одговор на захтјев изасланика Феликса Бенцлера, министарство спољних послова је послало СС-штандертфирера Едмунда Фезенмајера да помогне у оснивању нове марионетске владе која ће задовољити немачке захтјеве. Пет мјесеци раније, Фезенмајер је пројектовао проглашење НДХ. Фезенмајер је учествовао у низу консултација са њемачким командантима и званичницима у Београду, испитивао је бројне могуће кандидате за предсједника нове марионетске владе, а онда је одабрао бившег југословенског министра војске и морнарице генерала Милана Недића као најбољег кандидата. Нијемци су морали да изврше притисак на Недића да би га убиједили да прихвати понуђени положај, укључујући претње да ће довести бугарске и мађарске трупе на окупирано подручје и да ће га послати у Њемачку као ратног заробљеника. За разлику од већине некадашњих југословенских генерала, Недић није био интерниран у Њемачку након капитулације, већ је стављен у кућни притвор у Београду.
Око 75 угледних Срба се окупило на скупу 27. августа 1941. на коме је одлучено да би Недић требало да састави Владу народног спаса која ће заменити Комесарску управу, а Недић је истог дана писао Данкелману да пристаје да постане предсједник нове владе под пет услова, а тражио је и још неке додатне уступке. Два дана касније, њемачке власти су именовале Недића његову владу, иако је стварно моћ остала у рукама њемачког окупатора. Не постоје извештаји о томе да ли је Данкелман прихватио све Недићеве услове, али је позитивно одговорио на неке затражене уступке, као што су употреба српских народних и државних симбола. Министарски савјет чинили су Недић, Аћимовић, Јанковић, Огњен Кузмановић, Јосиф Костић, Панта Драшкић, Љубиша Микић, Чедомир Марјановић, Милош Радосављевић, Михаило Олћан, Милош Тривунац и Јован Мијушковић. Министри су били окупљени у три широке групације: они који су блиски Недићу, савезници Љотића и Аћимовића. Није постојало министарство спољних послова и министарство војске и морнарице. Недићев режим није имао статус према међународном праву, нити је имао овлашћења изван оних која су Нијемци одредили и он је био само помоћни орган њемачке окупационе власти.
Влада народног спаса је именована у вријеме када је устанак брзо ескалирао. Само 31. августа, било је 18 напада на жељезничке пруге и станице широм окупираног подручја. Лозницу је 31. августа заузео Четнички одред ЈВ, као дио споразума о међусобној сарадњи са партизанима. Лист је био изненађен именовањем Недића, јер он није консултован. Дата ситуацију је прихватио, иако је задржао неке резерве. Дана 1. септембра, издао је наређење Данкелману и Бадеру о сузбијању устанка, али није дијелио Данкелманов оптимизам у погледу Недићевог капацитета за сузбијање устанка.
Недићева влада наводно је била мотивисана бригом за очување Србије у миру како би спријечила проливање српске крви. Режим је извршивао њемачке захтјеве вијерно, са циљем да обезбједи мјесто Србији у Новом европском поретку који стварају нацисти. Режимска пропаганда је представљала Недића као „оца Србије”, који обнавља Србију и који је прихватио дату улогу како би спасио српски народ. Институције које је основала Недићева влада су биле сличне онима у нацистичкој Њемачкој, док су документи које је потписивао Недић користили расистичку терминологију узету из нацистичке идеологије. Пропаганда је славила српску „расу”, прихватајући њено „аријевство“ и одређивала српски „животни простор“. Апеловало се на омладину да прати Недића у изградњи новог поретка у Србији и Европи. Недић је желио да убиједи јавност да је за Србију рат завршен априла 1941. Своје вријеме је описивао као вријеме послије рата, тј. као „вријеме мира, напретка и спокојства”. Недић је тврдио да су све акције његове владе одобрене од окупатора, коме народ треба да буде захвалан за „обезбијеђен живот и часно мјесто сарадника у изградњи новог Свијета”.
Недић се надао да ће његов колаборационизам сачувати оно што је остало од Србије и избјећи потпуно уништење нацистичком одмаздом. Лично је одржавао контакт са краљем Петром у изгнанству, увјеравајући краља да он није нови Павелић (поглавник НДХ), док су Недићеви браниоци наводили да је он био као Филип Петен, који се налазио на челу Вишијевске Француске и који је тврдио да је бранио француски народ када је прихватио окупацију и негирао је да је предводио слаби квислиншки режим.

### Критична тачка устанка
Недуго након именовања Недићеве владе, устанак је достигао критичну тачку. Почетком септембра, подручје сјеверно од Ваљева, између ријека Саве и Дрине, било је средиште активности добро наоружаних и добро вођених наоружаних група. Шест чета њемачких снага и српске жандармерије се нашло на нишану снајпера. Једна чета је била окружена и одсјечена код Ковиљаче, југозападно од Лознице на обали Дрине, те је евакуисана ваздушним путем. Ситуација за њемачке снаге је постала озбиљна када је гарнизон на антимонским радовима изолован 1. септембра. Преко сљедећег дана, удаљене испоставе 10. и 11. чете 724. пјешадијског пука 704. пјешадијске дивизије одбијене су у Крупањ нападима устаника. Устаници су захтијевали да се гарнизон преда и када је дати рок истекао, низ напада на главне позиције обје чете покренут је између 00:30 и 06:00 3. септембра. До вечери тога дана, обје чете су схватиле да се налазе у великој опасност и наредног дана су покушале да изађу из окружења. Из 10. чете, само 36 војника било је у могућности да крене ка Ваљеву, док су из 11. чете нестала 42 војника. Укупно, упркос ваздушној подршци, обје чете су имале 9 мртвих, 30 рањених и 175 несталих.
Дана 4. септембра, Лист је наредио Бехмеу да препусти остатак 433. пјешадијског пука 164. пјешадијске дивизије Бадеру. На крају, Бехме је пребацио 125. пјешадијски пук и батаљон из 220. пјешадијског пука, умјесто 433. пука. Бадер је такође преузео контролу над 220 противтенковским батаљоном из 164. дивизије. Сљедећег дана, Данкелман је затражио уколико фронтовске дивизије не би биле у могућности да појачају Бадерове снаге, да се обезбједи дивизија из Резервне армије. Сљедеће недјеље, устаници су извршили 81 напад на инфраструктуру, 175 на жандармерију и 11 на њемачке снаге, које су претрпјеле губитке од 30 мртвих, 15 рањених и 11 несталих. Током седмице, Лист је обавијестио ВКВ да снаге, укључујући и оне које су недавно пребачене под Бадерову команду, нису довољне за гушење устанка. Он је препоручио да се најмање једна моћна дивизија пребаци у Србију што је прије могуће, заједно са тенковима, оклопним возилима и оклопним возовима, а затражио је и да се именује јединствени командант који ће водити све операције против устаника.
Дана 9. септембра, са Данкелмановим одобрењем, Недић је регрутовао бивше припаднике Југословенске војске у жандармерију, повећавајући њену бројност са 2—3.000 на 5.000. Он је такође успоставио помоћне полицијске снаге и тип милиције. Данкелман је Недићу одобрио и 15.000 пушака и значајан број митраљеза за опремање његових снага. Недић је 15. септембра користио радио како би од устаника захтијевао да положе оружје и да прекину сваки вид саботажа. Основао је специјалне судове и започео чишћење бирократије. Мањак успјеха изазван овим поступком био је очигледан када је један батаљон жандармерије одбио да се бори против устаника, док се други батаљон предао устаницима без иједног пуцња. Када је Бадер негодовао због неуспјешног размјештања 125. пјешадијског пука, Данкелман је инсистирао да се у Шабац пошаље батаљон који би разоружао батаљон жандармерије који је одбио да се бори. Након губитка у Крупњу, три окупаторске дивизије су се приближиле и концентрисале у већу јединицу, како би смањиле пријетњу да се више чета уништи појединачно. 718. пјешадијска дивизија је била у окружењу на западној обали Дрине, 704. код Ваљева, 714. код Тополе, а 717. код рудника бакра у Бору. Расипање 125. пука значило је да Бадер није био у могућности да планира офанзиву код Ваљева. У то вријеме, Нијемци нису имали стварну контролу над подручјем западно од линије Митровица—Шабац—Ваљево—Ужице.

### Њемачка појачања и операције
Дана 14. септембра, Листов захтјев за појачањем је добио одобрење од ВКВ. 342. пјешадијској дивизији је наређено да се упути из подручја окупиране Француске, као и 1. батаљону 202. оклопног пука 100. оклопне бригаде, опремљеним са заробљеним француским тенковима Сомуа S35 и Хочкис H-39, и да стану под Бадерову команду.
342. пјешадијска дивизија је своју прву значајну операцију почела крајем септембра у Мачви, области који се налази западно од Шапца између ријека Дрине и Саве. Циљна површина је била око 600 km². Прва фаза операције је било чишћење Шапца од 24. до 27. септембра, због које је дивизија била ојачана 2. батаљоном 750. пјешадијског пука 718. пјешадијска дивизије и четом 64. резервног полицијског батаљона. Друга фаза је укључивала чишћење чирег подручја од 28. септембра до 9. октобра, уз ваздушну подршку, са могућом ограниченом подршком јуришних бомбардера.
Након операције у Мачви, одмах је услиједила операција која је имала за циљ чишћење устаника са подручја планине Цер. Од 10. до 15. октобра, 342. пјешадијска дивизија спровела је циљану операција на Церу, гдје су се налазили устаници који су се повукли након спровођења операције Мачва. Током ове операције, дивизија је додатно ојачана већим броја заробљених француских тенкова из 1. батаљона 202. оклопног пука.
Након пар дана паузе, 342. пјешадијска дивизија покренула је трећу већу операцију, са циљем чишћења области Јадар и главног средишта устаничких активности на том подручју, Крупња. Поред подршке двије оклопне чете, дивизија је имала подршку мађарских патролних чамаца из Дунавске флотиле.

### Обрачун са покретима отпора
Крајем 1941. године, сваки напад четника и партизана, довео је до већих масакара над Србима у знак одмазде њемачких оружаних снага. Највећа четничка организација, Југословенска војска у отаџбини, предвођена пуковником Дражом Михаиловићем одлучила је да је најбољем интересу Срба да привремено зауставе операције против Нијемаца, све док пораз Нијемаца не постане могућ, доласком савезничких снага. Михаиловић је затим нерадо одлучио да дозволи појединим четницима да се придруже Недићевом режиму у нападу на југословенске партизане. Михаиловић је као главну пријетњу за четнике, али и за Србе, видио партизане, који су одбијали устукнути у борби, која би готово сигурно довела до масовних њемачких одмазди над Србима. Са оружјем обезбијеђеним од Нијемаца, они четници који су се придружили Недићевим колаборационистичким оружаним снагама, могли су наставити свој грађански рат против партизана, без бојазни од напада Нијемаца, против којих су се касније планирали окренути. То је довело до повећања регрута у режимским оружаним снагама.

### 1942.
У децембру 1941. и почетком јануара 1942. четничке вође из источне Босне, укључујући Јездимира Дангића, у савезу са владом Милана Недића и немачким војним врхом у Београду, преговарали су о отцепљењу 17 округа источне Босне и њиховом припајању Недићевој Србији. Током ових преговора формирана је привремена четничка управа у источној Босни са намером да се успостави аутономија док се ово подручје не уједини са Србијом. У то време изгледа да је четнички покрет успео да створи почетну основу за „Велику Србију“, али су дипломатском активношћу власти НДХ према Берлину спречени покушаји промене државних граница НДХ.

### 1943.
У мају 1943. Недић је истакао као циљ стварање српске сељачке задружне државе, што је он назвао српски национални социјализам.
Један од Михаиловићев најближим личних пријатеља и сарадника, Павле Ђуришић, истовремено је био један од Недићевих команданата, а његове јединице су 1943. извршиле неколико напада над муслиманским становништвом Санџака и учествовале у антипартизанским операцијама. Недића су Хитлер и Рибентроп примили у Хитлеровој Вучјој јазбини 18. септембра 1943. године.

### 1944.
Прва половина 1944. године била је знаку тешких борби у западним и јужним дијеловима земље, с обзиром да су партизани направили неколико упада преко ријека Дрине и Лима. Упади су извршени како би се мјесни одреди ојачали снагама из Босне и Црне Горе, нанио пораз четницима и ојачали положаји НОВЈ у очекивању доласка снага Црвене армије са истока.

#### Крај окупације
До јесени 1944. године, Источни фронт је стигао до граница окупиране Србије. Највећи дио Србије ослобођен од њемачке окупације током битке за Србију, у којој су учествовале снаге Црвене армије, југословенске партизанске и бугарске снаге. Са отпочињањем Београдске операције НОВЈ и Црвене армије, администрација је евакуисана из Србије у Беч у октобру 1944.
Овлашћења Недићеве владе, прилично ограничена од самог почетка, временом су се додатно смањивала, што је било посебно фрустрирајуће и отежавајуће за Недића. Упркос жељама Недићеве влада за успостављањем независне државе, подручје је опстало подређено њемачким војним властима до краја окупације.
Стварна власт у окупираној Србији је лежала у администрацији Војног заповједника, који је контролисао и њемачке и српске колаборационистичке оружане снаге. Франц Беме, војни заповједник Србије, одговорио је 1941. године на нападе устаника спровођењем њемачке политике одмазде да се 100 особа стреља за једног убијеног, а 50 особа за једног рањеног Нијемца. Први низ одмазди били су масакри у Краљеву и Крагујевцу које је починио Вермахт. Одмазде су се на крају показале као контрапродуктивне за Нијемце, пошто је тиме уништена свака могућност да Недићев режим стекне већу подршку Срба. Откривено је да су међу стрељанима у Краљеву били и радници фабрике која је производила авионе за силе Осовине. Недић је апеловао да се произвољна стрељања Срба зауставе, а Беме се сагласио и наредио обуставу стрељања.

## Географија

### Ужа Србија
На дан када су силе Осовине извршиле инвазију на Југославију, Хитлер је дао упутства за комадање земље, под називом „Привремене смјернице за подјелу Југославије”. Према упутству оно што је Хитлер сматрао Старом Србијом (њем. Alt Serbien; означава територију Краљевине Србије прије балканских ратова), треба ставити под њемачку окупацију. Ова одлука је одражавала љутњу коју је Хитлер осјећао према Србима, које је видио као главне подстрекиваче војног пуча у Београду 27. марта 1941. године када је са власти збачено трочлано краљевско намјесништво која је потписало приступ Тројном пакту два дана раније. Општи приступ Хитлера овим упутствима био је да се спроведе кажњавање Србије тако што ће бити сведена на „ужу”.

### Банат
Након расправе са мађарском и румунском владом, Хитлер је одлучио да се данашња Војводина подијели по току ријеке Тисе, а источни дио (Банат) да се стави под њемачку окупацију заједно са „Старом Србијом”. Дио данашње Војводине западно од тока ријеке Тисе, окупирала је и недуго затим анектирала Мађарска. Румунско-мађарско ривалство није било једини разлог због чега је Банат стављен под њемачку окупацију, већ и зато што је на том простору живјело око 120.000 Нијемаца (фолксдојчери) и био је то вриједан привредни регион. Поред ријеке Тисе, остале границе Баната биле су ријека Дунав на југу, југословенско-румунска граница на истоку и југословенско-мађарска граница на сјеверу из периода послије Првог свјетског рата.

### Срем
Подручје источног Срема првобитно је укључено у окупирано подручје због војних и привредних разлога, посебно јер се на том подручју налази Београдски аеродром и радио-станица. Број фолксдојчера који је живио у тој области, заједно са њиховом улогом у пружању хране Београду, били су важан фактор за првобитну одлуку. Током овог раног периода граница између окупираног подручја и НДХ била су села Сланкамен на Дунаву и Бољевци на Сави. Међутим, након притиска из НДХ који је подржао њемачки амбасадор у Загребу, Зигфрид Каше је област постепено препуштао под контролу НДХ уз одобрење Војног заповједника у Србији и та област је формално постала дио НДХ 10. октобра 1941. године, формирајући котаре Земун и Стара Пазова у саставу жупе Вука. Мјесни фолксдојчери су ускоро тражили да се област врати под њемачку окупацију, али то се није догодило. Као резултат промјена граница, граница НДХ је стигла до предграђа Београда.

### Западна граница
Велики дио западне границе између НДХ и окупираног подручја одобрили су Нијемци, а најавио Анте Павелић 7. јуна 1941. Међутим, ова одобрена граница само је пратила ток ријеке Дрине низводно до Бајине Баште, а послије ове тачке граница није била тачно одређена. Дана 5. јула 1941. утврђено је да ова граница прати ток Дрине све до ушћа са притоком Брусницом која се налази источно од села Землица, а затим источно од Дрине прати српско-босанскохерцеговачку границу од прије Првог свјетског рата.

### Санџак
Санџак је био првобитно подијељен између Нијемаца на сјеверу и Италијана на југу дуж тзв. „Бечке линије” којом је Југославија подијељена на њемачку и италијанску зону утицаја. Граница окупираног подручја кроз Санџак неколико пута је мијењана у брзој сукцесији током априла и маја 1941, евентуално дуж опште линије Прибој—Нова Варош—Сјеница—Нови Пазар, иако су градови Рудо, Прибој, Сјеница и Дуга Пољана били у саставу Црне Горе. Град Нови Пазар остао је у рукама Нијемаца. Влада НДХ није била задовољна овим аранжманима, јер је жељела анектирати Санџак и сматрали су да би им то било лакше урадити уколико би Нијемци окупирали цијелу област.

### Косово
Линија између њемачке Војне управе у Србији и италијанске Албаније на простору Косова била је узрокована значајним сукобом интереса, углавном због важних рудника олова и цинка у Трепчи и кључне жељезничке линија Косовска Митровица—Приштина—Урошевац—Качаник—Скопље. На крају су Нијемци преовладали, а „Бечка линија” се простирала од Новог Пазара у Санџаку кроз Косовску Митровицу и Приштину, дуж жељезничке пруге Приштина—Урошевац и затим према Тетову, прије скретања према сјевероистоку гдје се спаја са територијом коју је анектирала Бугарска код Орлове Чуке. Окрузи Косовска Митровица, Вучитрн и Лаб, заједно са дијелом округа Грачаница, били су дио њемачког окупираног подручја. Подручје је укључивало значајан број важних рудника, укључујући рудник олова у Белом Брду, један рудник азбеста код Јагњенице и рудник магнезита код Дубовца код Вучитрна.

## Администрација
Подручје окупиране Србије била је једина област Југославије у којој су Нијемци наметну војну окупаторску власт, углавном због кључних саобраћајних путева и важних ресурса смјештених на том подручју. Упркос претходном договору са Италијанима да ће успоставити ’независну Србију’, Србија је заправо имала марионетску владу, није била међународно призната и била је потпуно окупирана земља и није уживала формални дипломатски статус са силама Осовине и њиховим сателитима као што НДХ јесте. Окупаторско уређење је пролазило кроз низ промјена између априла 1941. и 1944. године, међутим током њемачке окупације, војни заповједник у Србији био је шеф окупационог режима. Ова позиција је прошла кроз неколико промјена звања током окупације. Свакодневну окупаторску администрацију водио је начелник одјељења војне управе одговорне војном заповједнику у Србији. Марионетске владе које су успоставили Нијемци биле су одговорне начелнику војне управе, мада вишеструки и често планирани ланци њемачке команде и контроле значили су да је марионетска влада одговора различитим њемачким званичницима за различите аспекте окупационог режима, као што је посебни опуномоћеник за економска питања и виши СС и полицајфирер. На примјер, опуномоћеник за економска питања, Франц Нојхаузен, који је био лични представник Геринга на окупираном подручју, био је непосредно одговоран рајхсмаршалу за све аспекте њемачког четворогодишњег плана и имао је пуну контролу над српском привредом.
Подручјем је свакодневно управљала Војна управа у Србији. Са привредним огранком, Војна управа је на почетку формирала један од два огранка одговорних Војном заповједнику у Србији. У јануару 1942. године, са именовањем вишег СС и полицајфирера у Србији, додата је и полицијска грана. Док су руководиоци привредне и полицијске службе, теоретски били одговорни Војном заповједнику у Србији, у пракси су били непосредно одговорни шефовима у Берлину. Тиме је створено значајно ривалство и конфузија између особља огранака, али и потешкоће, али је створило и велике потешкоће за Недићеву владу која је била одговорна шефу војне управе, који је и сам имао слабу контролу или утицај на шефове других служби.
Официри који су служили као војни заповједници окупираног подручја:
| Војни заповједник                              | Назив                                |
| ---------------------------------------------- | ------------------------------------ |
| Војни заповједник у Србији                     |                                      |
| Хелмут Ферстер                                 | 20. април — 9. јун 1941.             |
| Лудвиг фон Шредер                              | 9. јун — 27. јул 1941.               |
| Хајнрих Данкелман                              | 27. јул — 19. септембар 1941.        |
| Опуномоћени командујући генерал у Србији       |                                      |
| Франц Беме                                     | 19. септембар — 6. децембар 1941.    |
| Паул Бадер                                     | 6. децембар 1941. — 2. фебруар 1942. |
| Командујући генерал и војни командант у Србији |                                      |
| Паул Бадер                                     | 2. фебруар 1942. — 26. август 1943.  |
| Командант за југоисточну Европу                |                                      |
| Ханс Фелбер                                    | 26. август 1943. — 20. октобар 1944. |

### Административна подјела
Нијемци су основали четири војне обласне команде (њем. Feldkommandanturen) на окупираном подручју, а свака обласна команда је даље дијељена на једну или више окружних команди (њем. Kreiskommandanturen), а око стотину градова и мјеста имало је градску или мјесну команду (њем. Platzkommandanturen или Ortskommandanturen) које су биле под контролом окружних команди. Сваки обласни или окружни командант имао је сопствено војно, административно, привредно, полицијско и друго особље у зависности од мјесних захтијева, што је омогућавало заповједнику Војне управе да спроводи њемачке уредбе и политике на окупираном подручју. У децембру 1941. године, војне управне области су прилагођене како би се ускладиле са одговарајућим цивилним областима.
У Банату је обласна команда (бр. 610) прво успостављена у Панчеву, а окружна (бр. 823) у Великом Бечкереку. Панчевачка обласна команда је затим пребачена у Краљево, а окружна у Великом Бечкереку је наставила да постоји као независна окружна команда која је наредбе добијала непосредно од Војне управе.
Од децембра 1941. до њемачког повлачења, њемачке обласне команде су биле смјештене у Београду, Нишу, Шапцу и Краљеву, са окружним командама у сљедећим мјестима:
- Обласна команда бр. 599 Београд: Окружна команда бр. 378 у Пожаревцу.
- Обласна команда бр. 809 Ниш: Окружна команда бр. 857 у Зајечару и бр. 867 у Лесковцу.
- Обласна команда бр. 816 Шабац: Окружна команда бр. 861 у Ваљеву.
- Обласна команда бр. 610 Краљево: Окружна команда бр. 832 у Крагујевцу, бр. 833 у Крушевцу, бр. 834 у Ћуприји, бр. 838 у Косовској Митровици и бр. 847 у Ужицу.

Немачке обласне и окружне команде су руководиле одговарајућим представницима марионетске српске власти и надзирале их.
Марионетска влада је успоставиле округе и срезове, који су по границама одговарали војним окрузима. Србија је у почетку административно била подељена на три бановине: Дунавску са сједиштем у Смедереву, Моравску са сједиштем у Нишу и Дринску са сједиштем у Ужицу. Уз ове бановине је постојало и засебно подручје управе града Београда. 26. децембра 1941. долази до укидања бановина и нове поделе на 14 округа. У саставу округа налазио се 101 срез. Окрузи су били следећи:
| - | - Округ Шабац - Округ Ваљево - Округ Ужице - Округ Београд - Округ Крагујевац - Округ Краљево - Округ Ивањица | - Округ Велики Бечкерек (обухватао је подручје Баната) - Округ Пожаревац - Округ Јагодина - Округ Крушевац - Округ Зајечар - Округ Ниш - Округ Лесковац |

## Војска

### Осовинске окупационе снаге
Због озбиљне природе устанка који је почео у јулу 1941. године, Нијемци су почели враћати на окупирано подручје борбене снаге, почевши од септембра са 125. пјешадијским пуком уз подршку додатне артиљерије распоређене у Грчкој, а на крају мјесеца 342. пјешадијска дивизија почела је стизати из окупиране Француске. Одред 100. тенковске бригаде је такође послат на окупирано подручје. Те снаге су искориштене против устаника на сјеверозападу окупираног подручја, који су угушени крајем октобра. Због снажног отпора на југозападу, 113. пјешадијска дивизија је послата са Источног фронта у новембру и на овом подручје је остала до почетка децембра 1941. године.
Након сузбијања устанка, Нијемци су поново повукли борбене снаге са подручја, остављајући иза себе слабе дивизијске гарнизоне. У јануару 1942. године, 113. пјешадијска дивизија враћена је на Источни фронт, а 342. пјешадијска дивизија размјештена је у НДХ како би се борила са партизанима. За обезбјеђивање путева, жељезнице и друге инфраструктуре, Нијемци су почели да користе бугарске окупационе снаге на великом подручју окупиране територије, иако су ове снаге биле под њемачким заповједништвом и контролом. То је спроведено у три фазе, са 1. бугарским окупационим корпусом који се састојао од три дивизије које су кренуле на окупирану територију 31. децембра 1941. године. Овај корпус је првобитно био одговоран за 40% територије (не укључујући Банат), ограничен ријеком Ибар на западну између Косовске Митровице и Краљева, ријеком Западном Моравом између Краљева и Чачка, а затим линијом која се отприлике кретала источно од Чачка преко Крагујевца до границе са Бугарском. Били су одговорни за велики дио пруге Београд—Ниш—Софија и Ниш—Скопље, као и за главну саобраћајницу Београд—Ниш—Скопље.
У јануару 1943, бугарска окупациона област је проширена на запад укључујући подручје западно од ријеке Ибар и јужно од линије која се отприлике кретала од Чачка до границе са Црном Гором и НДХ. Тиме је ослобођена 7. СС добровољачка брдска дивизија Принц Еуген, која је током зиме била гарнизована у овом подручју, како би се упутила у НДХ и учествовала у операцији Вајс против партизана. Многи фолксдојчери из Србије и Баната били су припадници дивизије Принц Еуген. Ова дивизија је одговорна за злочине почињене у Босни и Херцеговини.
У јулу 1943, бугарска окупациона област је проширена на сјевер, са четири дивизије, 25. дивизија је преузела од 297. пјешадијске дивизије остатак територије (не укључујући Банат) који није дијелио границу са НДХ. Са ове тачке, њемачке снаге су непосредно окупирале само подручје Београда, сјеверозападно подручје територије која је дијелила границу са НДХ и Банат.

### Колаборационистичке снаге
Поред Вермахта, који је био главна осовинска оружана сила у Србији, и (од јануара 1942) бугарских оружаних снага, Нијемци су се ослањали на мјесне колаборационистичке снаге ради одржавања реда. Мјесни покрети су основани као подређени мјесној марионетској влади, али су остали под непосредном њемачком контролом током рата. Основна колаборационистичке јединица била је Српска државна стража, као је основана као „регуларна војска” Владе народног спаса Милана Недића (надимак Недићевци). До октобра 1941, Нијемци су опремали српске снаге и под њиховим надзором су постале ефикасније у борби против отпора.
Поред регуларне Српске државне страже, постојале су још три званично организоване њемачке помоћне оружане групе основане током њемачке окупације. Биле су то Српски добровољачки корпус, Руски корпус и Помоћне полицијске снаге сачињене од руских фолксдојчера. Нијемци су користили и двије оружане групе као помоћне снаге, Четничке одреде Косте Пећанца који су отпочели колаборације са Нијемцима од времена именовања Недићеве владе у августу 1941. и касније „легализовани” четнички одреди Михаиловића. Неке од ових организација су носиле униформу Југословенске војске, као и шљемове и униформе купљене од Италије, док су други користили опрему и униформе из Њемачке.
Најбројнији међу њима био је Српски добровољачки корпус, велики дијелом сачињен од паравојних снага и фашистичких присталица Југословенског националног покрета Димитрија Љотића (надимак Љотићевци). Основан 1941. године, формација се првобитно звала Српска добровољачка команда, али је реорганизована 1943. и преименована у Српски добровољачки корпус, са Костом Мушицким као оперативним заповједником. Крајем 1944, СДК и њемачко особље за везу пребачени су у Вафен-СС као српски СС корпус и био је сачињен од по четири пука у сваком од три батаљона и батаљона за обуку. Руски заштитни корпус су 12. септембра 1942. основали руски бијели емигранти и РЗК је дјеловао у Србији све до 1944.
Број припадника колаборационистичких снага порастао је са придружењем четнички одреда лојалних Пећанцу. Према посљератном рачуну, ови четници су се придружили са циљем уништења Титових партизана, умјесто подршке Недића и њемачким окупационим снагама, против којих су касније имали намјеру да се окрену.
Крајем 1941. године, Југословенска војска у отаџбини Драже Михаиловића је све чешће долазила до разумијевања са Недићевом владом. Након распршивања након борби са партизанима и Нијемцима током Прве непријатељске офанзиве, четничке снаге на том подручју постигле су договор са Недићем. Као „легализована” четничке јединица, они су колаборирали са квислиншким режимом у Београду, док су номинално остали дио Михаиловићевих четника. Пошто су се војни услови у Србији погоршали, Недић је све више сарађивао са Михаиловићем. Током 1944. године четници су били двојицу високорангираних српски војних званичника, који су ометали њихов рад. Бригадни генерал Милош Масаловић је убијен у марту, док је вођа супарничког четничког покрета Коста Пећанац убијен у јуну.

### Полиција
На почетку окупације, Војном заповједнику у Србији обезбјеђена је Зихерхајтсполицај ајнзацгрупа која се састојала од одреда Гестапоа, Криминалполицаја и Зихерхајтсдинста. Њоме је првобитно заповједао штандарфирер и пуковник полиције Вилхелм Фукс, а група је технички била под контролом шефа Војне управе у Србији, Харалда Турнера, али је у пракси извјештавала непосредно у Берлин. У јануару 1942. године, статус полицијске организације уздигнут је именовањем обергрупенфирера и генерал-пуковника СС Аугуста Мајснера. Мајснера је у априлу 1944. године замијенио генерал-пуковник СС Херман Бехрендз.

## Демографија
Број становника окупираног подручја је отприлике износио 3.810.000, од чега су најбројнији били Срби (до 3.000.000) и Нијемци (око 500.000). Остале националности Краљевине Југославије углавном су биле изван окупиране Србије и укључене у њихове матичне државе — нпр. Хрвати, Бугари, Албанци, Мађари итд. Већина Срба је завршила изван окупиране Србије, јер су били приморани да живе у другим државама.
До љета 1942. године, процјењује се да је око 400.000 Срба протјерано или избјегло из других дијелова Краљевине Југославије и населило се на подручју окупиране Србије.
Аутономна област Банат била је мултиетничка област са укупно 640.000 становника, од чега су 280.000 били Срби, 130.000 Нијемци, 90.000 Мађари, 65.000 Румуни, 15.000 Словаци и 60.000 остали народи.
Од 16.700 Јевреја у ужој Србији и Банату, 15.000 је убијено. Укупно, процјењује се да је око 80.000 људи убијено од 1941. до 1944. године у концентрационим логорима на окупираном подручју. Турнер је у августу 1942. прогласио да је „јеврејско питање” у Србији „ријешено” и да је Србија прво подручје у Европи које је постало јуденфрај (слободно од Јевреја).

## Привреда

### Банкарство и новац
Одмах након распада Југославије, Народна банка Краљевине Југославије је приморана на ликвидацију 29. маја 1941. године, а два дана касније уредбом коју је издао Војни заповједник у Србији основана је Српска народна банка. Нова банка била под непосредном контролом Франца Нојхаузена, опуномоћеником за привредне послове, који је именовао гувернера и чланове одбора банке, као и њемачког комесара који је представљао Нојхаузена у банци и који је морао одобрити све важне трансакције. Нова банка увела је српски динар као једину легалну валуту и расписала је замјену за све југословенске динаре.
Традиционални грб Обреновића се налазио на свим новчаницама и кованицама без краљевске круне.
Посљератна Југославија је 1945. године укинула српски динар и остале валуте кориштене у НДХ и НДЦГ.
Првог априла 1943. је уведен ратни допринос, тј. повећање цена неких роба и услуга, ради уравнотежења буџета и спречавања инфлације. У јуну исте године је овлашћена емисија дугорочног државног зајма од 4,5% у износу од две милијарде динара.

### Њемачка експлоатација привреде
Одмах након капитулације Југославије, Нијемци су конфисковали сву имовину поражене Југословенске војске, укључујући и 2 милијарде динара на подручју окупиране Србије. Они су такође запленили све искористиве сировине и користила окупациону валуту за куповину робе доступне на окупираном подручју. Затим су под своју контролу ставили све производне погоне наменске индустрије. Они су неко вријеме водили производне погоне оружја, муниције и авиона, али су их након устанка у јулу 1941. све раставили и преселили ван окупиране Србије.
Даље, окупационе власти су преузеле контролу над свим саобраћајним системима, укључујући и пловни саобраћај Дунавом. На крају, окупационе власти су преузеле све важне руднике, индустрије и финансијске установе које нису биле под осовинском контролом прије инвазије.
У циљу боље координације и да би осигурали максимално искоришћавање српске привреде, Нијемци су поставили Франца Нојхаузена за опуномоћеника за привредне послове у Србији. Нојхаузен ће у наредном периоду бити у суштини привредни диктатор окупиране Србије. Убрзо је постао опуномоћеник за четворогодишњи план под Герингом, опуномоћеник за производњу металне руде у југоисточној Европи и опуномоћеник за рад у Србији. Нојхаузен је од октобра 1943. постао шеф Војне управе у Србији, одговоран за администрацију сваке врсте на целој територији. На крају је имао пуну контролу над српском привредом и финансијама и у потпуности је контролисао Српску народну банку, како би искористио целокупну српску привреду као подршку немачким ратним напорима.
Као део ових мера, Немци су од самог почетка увели високе окупационе намете на територији окупиране Србије, укључујући суме потребне за вођење војне управе које је одредио Вермахт, као и додатне годишње прилоге Немачком рајху које је одређивао Уред за војну привреду и наоружавање. Окупационе намете је плаћало српско министарство финансија на месечној бази на специјалном рачуну у Српској народној банци.
У току целог периода окупације, српска колаборационистичка влада је за окупационе намете платила Немцима око 33,248 милиона динара. Окупацијски намети су износили око 40% тадашњег јавног прихода средином 1944.

### Социјална политика
Оскудица хране 1941. је ублажена иницијативом домаћег Црвеног крста - мајкама и деци су дељени гриз, пиринач и друге намирнице, затим се прикупљало и најнеопходније рубље. У сарадњи са Међународним Црвеним крстом су отворене кухиње за сиромашну децу, старости од 3 - 12 година. За доручак 1944. су добијали три децилитра заслађеног млека и 100 гр. хлеба.
По Недићевом апелу, прилози су уплаћивани у фондове: за избеглице и ратну сирочад (Фонд при председништву владе), за незбринуте радничке породице (Фонд г. Милана Недића при Српској заједници рада) и за Зимску помоћ сиромашним (Фонд код Општинске штедионице у Београду). "Недићев дечји град" је подигнут 1944. на државном добру "Обилићево" код Крушевца.

## Култура
Са разбијањем Краљевине Југославије, многе новине су престале са излажењем, док су основане неке нове. Убрзо по отпочињању окупације, њемачке окупационе власти су наредиле попис свих машина за штампање и увеле ограничења на теме које се могу објављивати. Само они који су били регистровани и уз одобрење окупационих власти су могли да уређују такве публикације. Прве нове новине, дневник Ново време, основане су 16. маја 1941. Недељник Наша борба било је гласило Збора, а добило је име по узору на књигу Адолфа Хитлера Мајн кампф (Моја борба). Сам режим је објављивао Службене новине, што је био покушај да се настави традиција званичних новина истог имена које су биле објављиване у Краљевини Југославији. Од октобра 1941. радило је издавачко предузеће "Југоисток", с немачком управом, које је издавало уџбенике за основне и средње школе, наслове из лепе књижевности, науке, привреде, законодавства, као и издања новије немачке књижевности, едиција "Бисери".
Немачки нацистички окупатор је опљачкао читаве збирке Уметничког музеја у Београду, који је по уметничкој и историјској вредности експоната био најбогатији у Краљевини Југославији. Окупатор је опљачкао збирку накита, збирку кујуџијских радова и друге вредне предмете из Етнографског музеја у Београду и Нишу.
Стање у филмској умјетности у Србији је било боље него за време Краљевине Југославије. За време окупације, број позоришта у Београду је повећан на 21, са дневном посећеношћу између 12.000 и 15.000 особа. Два најпопуларнија филма су били Невиност без заштите (1942) и Златни град (1943), које је гледало 62.000, односно 108.000 особа.
Немачке окупационе власти су издале специјална наређења која су регулисала отварање позоришта и других забавних места која су искључивала Јевреје. Народно позориште у Београду је било отворено током окупације. Комади који су се играли били су Боеми, Фигарова женидба, Чаробни стрелац, Тоска, Два цванцика и Несуђени зетови.
У Уметничком павиљону су одржаване изложбе, нпр. пролећна 1943. На Цвети, 9. априла 1944. отворена је сликарска "изложба 'старог Београда'", "веома репрезентативног карактера".

## Расни прогони
Расни закони су уведени на свим окупираним територијама са тренутним ефектима на Јевреје и Роме, као и на оне који су се супротстављали нацизму. У окупираној Србији је стога образовано неколико концентрационих логора и на Антимасонској изложби 1942. у Београду град је проглашен слободним од Јевреја (јуденфрај). Дана 1. априла 1942. основан је Српски Гестапо. Процјењује се да је 120.000 људи интернирано у њемачке концентрационе логоре у окупираној Србији од 1941. до 1944. Током тог периода убијено је од 50.000 до 80.000 људи. Око 14.500 Јевреја — 90% јеврејске популације у Србији од укупно 16.000 — убијено је током Другог свјетског рата.
Колаборационистичке оружане снаге биле су укључене, непосредно или посредно, у масовна убиства Јевреја, Рома и оних Срба који су приступили било којем противокупаторском покрету или су били осумњичени да су припадници таквог покрета. Ове снаге су одговорне за убиства Хрвата и Муслимана; међутим, поједини Хрвати који су избјегли у окупирану Србију нису били дискриминисани. Након рата, српско учешће у многим од ових догађаја, као питање српског колаборационизма, постало је предмет историјског ревизионизма српских вођа.
Следећи концентрациони логори су успостављени на подручју окупиране Србије:
- Бањички логор (Београд)
- Логор Црвени крст (Ниш)
- Логор Топовске шупе (Београд)
- Дулаг 183 (Шабац)

Смјештен на периферији Београд, логор Сајмиште заправо се налазио на територији НДХ.

### Посљератна суђења
Најистакнутији српски колаборационисти преминули су прије него што им се могло судити. Димитрије Љотић је погинуо у саобраћајној несрећи у Словенији у априлу 1945, док су Милана Аћимовића убили партизани током битке на Зеленгори. Милан Недић је изручен Југославији почетком 1946. године, али је умро у затвору прије суђења. Након што су заузели Београд, партизани су погубили Радослава Веселиновића, Душана Ђорђевића, Момчила Јанковића, Чедомира Марјановића и Јована Мијушковића 27. новембра 1944. године. Скупини министара у Недићевој влади је суђено заједно на истом процесу који је вођен против Драже Михаиловића. Коста Мушицки, Танасије Динић, Велибор Јонић, Драгомир Јовановић и Ђура Докић су погубљени 17. јула 1946. године.
Неки од чланова власти су побјегли у иностранство и никада им није суђено. Међу њима су Костић, који се преселио у САД, Боривоје Јовић који је отишао у Француску и Миодраг Дамјановић који се преселио у Њемачку.
Франц Беме, опуномоћени командујући генерал у окупираној Србији, је починио самоубиство прије почетка Талачког суђења за злочине почињене у Србији. Харалд Турнер, Аугуст Мајснер и Јохан Фортнер су осуђени због улога у Холокаусту и масовним убиствима, те су погубљени у Београду 9. марта 1947. године, док је Бруно Затлер осуђен на доживотну робију, а Емануел Шефер на шест и по година затвора. Хајнриху Данкелману и Францу Нојхаузену је суђено заједно у октобру 1947. Данкелман је касније погубљен, док је Нојхаузен осуђен на двадесет година затвора.